# Ellivuori
Ellivuori är en kulle i Finland.   Den ligger i den ekonomiska regionen  Sydvästra Birkaland och landskapet Birkaland, i den sydvästra delen av landet, 170 km nordväst om huvudstaden Helsingfors. Toppen på Ellivuori är 101 meter över havet.
Terrängen runt Ellivuori är platt. Runt Ellivuori är det ganska glesbefolkat, med 22 invånare per kvadratkilometer. Närmaste större samhälle är Vammala, 9,6 km sydväst om Ellivuori. I omgivningarna runt Ellivuori växer i huvudsak blandskog.